# Afrocarpus usambarensis
Afrocarpus usambarensis — вид хвойних рослин родини подокарпових.

## Етимологія
Видовий епітет вказує на гори Узамбара, де вид вперше був описаний. 

## Поширення, екологія
Країни поширення: Кенія; Танзанія. Росте в гірських вічнозелених дощових лісах і сухих вічнозелених лісах, співпанує з покритонасінними. Висота над рівнем моря коливається від приблизно 1500 м до приблизно 3000 м. Дерева часто поодинокі. У дощовому лісі часто росте разом з Podocarpus milanjianus; Ocotea usambarensis, але і багато інших видів можуть рости з цим. У сухих вічнозелених лісах Olea і Ficus є звичайними співжильцями: інші таксони, наприклад Calodendrum capense, Syzygium cordatum і Bridelia micrantha. Ці сухі ліси часто зменшуються або перетворені на грубій луки, в якому А. usambarensis можуть вижити як ізольовані дерева, принаймні, деякий час.

## Морфологія
Дерева до 30 м у висоту і 200 см діаметром, з куполоподібною кроною в зрілості. Кора темно-коричнева, сивіє з віком, утворюючи невеликі кутові пластини, лущиться. Молодих дерев листки в основному супротивні, лінійно-ланцетні, 13 см х 4-7 мм, слабко загострені. Дорослих дерев листки більш дрібні; 3-5 см × 2-4 мм, розташовані по спіралі, сіро-зелені, вершини гострі. Пилкові шишки сережкоподібні, 10-20 × 2,5-3,5 мм, мікроспорофіли спірально розташовані, кожна з двома кулястими пилковими мішками. Шишки складаються з одної насінини повністю закритою м'ясистою оболонкою діаметром 23-30 мм, зелені, дозрівши жовті. Насіння кулясте, довжиною 20-25 мм, товщиною 4-6 мм.

## Використання
Деревина високо цінується і експлуатованих в основному для пиломатеріалу, використовуваному в будівництві будинків. Деревина жовтуватого кольору, з прямими волокнами, може бути використана для загальних конструкцій і меблів також. Цей вид не відомий у вирощуванні.

## Загрози та охорона
Цей вид знаходиться під серйозною загрозою від незаконних рубок в англ. Chome Forest Reserve в Танзанії); той же самий тип експлуатації відомий з інших місць. Цей вид присутній в наступних лісових заповідниках в Танзанії: англ. Chome, Hanang, Mafwomero, Mkusu, Nou, Shagayu, Wotta